# Maneater (Nelly Furtado)
Maneater è un singolo della cantante canadese Nelly Furtado, pubblicato il 12 maggio 2006 come terzo estratto dal terzo album in studio Loose.

## Antefatti e produzione
Maneater è stato uno dei primi brani che Nelly Furtado e Timbaland hanno creato nella sala di registrazione The Hit Factory a Miami, in Florida. Mentre lavoravano al disco, Nelly Furtado e Timbaland sono stati ispirati dalla musica di alcuni musicisti degli anni ottanta, come i Talking Heads, Blondie, Madonna, The Police e gli Eurythmics. «Gli Eurythmics hanno avuto queste sonorità pop sinistre, condotte sulla tastiera», ha ribattuto Nelly Furtado.
Nelly Furtado ha definito Maneater «una canzone pop alla moda», affermando che essa sia «molto all'avanguardia» e «concettuale». In un'intervista con MTV News, la cantautrice ha associato l'ascolto del brano all'alimentazione di troppo cheesecake: «ha un ritmo scatenato e impertinente, e la voce è perfida e irriverente. Alcuni dicono che sembra di Peaches, ma lo dicono solo per la voce fredda e sinistra». Secondo la Furtado, la canzone riflette come le persone «si sentano fiere di sé stesse» quando ballano in indumenti intimi davanti a uno specchio.

## Descrizione
Seconda traccia del disco, Maneater è stato descritto dall'Atlantic come un pezzo dance.

## Accoglienza
Maneater è stato accolto positivamente da parte della critica musicale. Rob Sheffield di Rolling Stone ha affermato che più che da considerarsi una cover dell'omonimo brano dei Hall & Oates, la canzone «urta abbastanza fortemente da qualificarsi come un suo sequel, e questo è davvero un grande elogio». Per AllMusic, Stephen Thomas Erlewine ha identificato Maneater come «uno dei piatti forti della produzione di Nelly Furtado», anche se ha giudicato non importante quanto nel brano Furtado s'interessi al sesso, in quanto ella non sembra provocante e non «genera molta calura fisica».
Bill Lamb di About.com ha assegnato tre stelle e mezzo su cinque al brano, esaltando il «ritmo potente e pesante, e il ritornello dannatamente attraente», ma accusandolo di ripetitività e destinandolo alla pista da ballo e non alle stazioni radiofoniche. La recensione del sito IGN l'ha definito molto simile alla cantante inglese M.I.A.: «il flagrante esperimento di investire su [M.I.A.] provoca alla fine che il pezzo si sbricioli».

## Video musicale
Il video musicale è stato diretto da Anthony Mandler. Il video non segue una trama concreta e, per richiesta di Nelly Furtado, si propone di mettere in ridicolo e rendere onore allo stesso tempo dello «cliché di una mangiauomini». Si apre con Nelly Furtado che smarrisce il suo Alano, Toby, che ha appena dato la caccia a un gatto, in piena notte. La cantautrice si mette sulle sue tracce chiamandolo ad alta voce in quello che sembra un quartiere industriale deserto, sino a imbattersi in una folla di pericolosi uomini nel mezzo di quello che MTV News ha definito «un incontro di Fight Club». Verso la fine del video, Nelly Furtado sale sul tetto dell'edificio e si scatena in un ballo sullo sfondo dell'alba.

## Tracce
Testi e musiche di Nelly Furtado, Tim Mosley, Nate Hills e Jim Beanz, eccetto dove indicato.
Download digitale, streaming – International Version
1. Maneater (Radio Version) – 3:18
2. Undercover – 3:56 (Nelly Furtado, Lester Mendez)

12" (Stati Uniti d'America)
- Lato A

1. Maneater (Radio Edit) – 3:17
2. Maneater (Album Version) – 4:19
3. Maneater (Instrumental) – 4:19

- Lato B

1. Maneater (Radio Edit) – 3:17
2. Maneater (Album Version) – 4:19
3. Maneater (Instrumental) – 4:19

CD singolo (Europa)
1. Maneater (Radio Version) – 3:20
2. Undercover – 3:56 (Nelly Furtado, Lester Mendez)

Download digitale, streaming – Nala Remix
1. Maneater (Nala Remix) – 3:10

## Formazione
Musicisti
- Nelly Furtado – voce, cori
- Timbaland – cori
- Jim Beanz – cori
- Danja – batteria, tastiera

Produzione
- Timbaland – produzione
- Jim Beanz – produzione vocale
- Danja – produzione
- Demacio "Demo" Castellón – registrazione, ingegneria del suono, missaggio
- Marcella "Ms. Lago" Araica – registrazione aggiuntiva, missaggio aggiuntivo
- James Roach – seconda ingegneria del suono
- Kobla Tetey – seconda ingegneria del suono
- Ben Jost – seconda ingegneria del suono
- Vadim Chislov – seconda ingegneria del suono
- Chris Gehringer – mastering

## Classifiche

### Classifiche settimanali
| Classifica (2006-21) | Posizione massima |
| -------------------- | ----------------- |
| Australia            | 3                 |
| Austria              | 3                 |
| Belgio (Fiandre)     | 9                 |
| Belgio (Vallonia)    | 4                 |
| Canada               | 60                |
| Danimarca            | 3                 |
| Europa               | 9                 |
| Finlandia            | 7                 |
| Francia              | 14                |
| Germania             | 4                 |
| Irlanda              | 2                 |
| Italia               | 10                |
| Lituania             | 91                |
| Norvegia             | 3                 |
| Nuova Zelanda        | 2                 |
| Paesi Bassi          | 11                |
| Regno Unito          | 1                 |
| Repubblica Ceca      | 3                 |
| Romania              | 41                |
| Russia               | 117               |
| Slovacchia           | 21                |
| Stati Uniti          | 16                |
| Svezia               | 10                |
| Svizzera             | 3                 |
| Ucraina              | 95                |
| Ungheria             | 5                 |

### Classifiche di fine anno
| Classifica (2006) | Posizione |
| ----------------- | --------- |
| Australia         | 21        |
| Austria           | 18        |
| Belgio (Fiandre)  | 44        |
| Belgio (Vallonia) | 19        |
| Francia           | 77        |
| Germania          | 12        |
| Irlanda           | 12        |
| Paesi Bassi       | 41        |
| Regno Unito       | 7         |
| Svezia            | 45        |
| Svizzera          | 9         |

## Riconoscimenti
- MTV Europe Music Awards[48]
  - 2006 – Candidatura alla miglior canzone

- MTV Video Music Awards[49]
  - 2007 – Candidatura al miglior video di un'artista femminile

- NRJ Music Awards[50]
  - 2007 – Candidatura alla canzone internazionale dell'anno